# Langhe Chardonnay Vigna
Le Langhe Chardonnay Vigna est un vin italien de la région Piémont doté d'une appellation DOC depuis le 22 novembre 1994. Seuls ont droit à la DOC les vins blancs récoltés à l'intérieur de l'aire de production définie par le décret. 
Voir aussi l'article Langhe Chardonnay.

## Caractéristiques organoleptiques
- couleur : jaune paille avec des reflets verdâtre
- odeur : caractéristique, parfumé, léger
- saveur : sèche, harmonique

Le Langhe Chardonnay Vigna se déguste à une température de 8 – 10 °C et il se gardera 2 – 3 ans.

## Production
Province, saison, volume en hectolitres :
- pas de données disponible